# Vanilla Sky
Vanilla Sky è un film del 2001 diretto da Cameron Crowe, con Tom Cruise, Cameron Diaz e Penélope Cruz. Il titolo deriva dal quadro La Seine à Argenteuil di Renoir, menzionato dal protagonista all'inizio del film.
Il film è un remake del film spagnolo Apri gli occhi, uscito nel 1997, con protagonista la stessa Penélope Cruz, che lì vi interpreta lo stesso personaggio.

## Trama
David Aames è un ricco e affascinante giovane ereditiere, proprietario della importante casa editrice di famiglia. L'azienda è controllata da un consiglio di amministrazione a lui ostile, che egli chiama "I sette nani", per venir da loro ricambiato come "Il quarto cazzone". David, in carcere con l'accusa di omicidio, racconta le sue vicissitudini al dottor Curtis McCabe, incaricato dal tribunale di redigere una perizia psichiatrica. Un mattino è svegliato da una registrazione che gli dice di aprire gli occhi e, a bordo di una Ferrari 250 GTO per andare al lavoro, si ritrova in una Manhattan inverosimilmente deserta, rendendosi così conto di stare ancora sognando. La sera stessa alla sua festa di compleanno incontra per la prima volta Sofia Serrano, della quale si innamora prontamente, suscitando la gelosia di Julianna Gianni, un'avvenente ragazza con la quale condivide un'intensa relazione per lui solamente sessuale.
David accompagna Sofia a casa di lei per intrattenervisi per tutta la notte chiacchierando. All'indomani mattina trova Julianna ad attenderlo in strada in macchina. La donna ammette di averlo seguito e lo invita a salire sulla sua auto per parlare. Durante il viaggio gli confessa di essere innamorata di lui e di sentirsi distrutta nel non essere ricambiata. Decide di gettarsi con la vettura da un ponte per uccidersi insieme a lui. David si ritrova in un parco con Sofia, in un'assolata giornata autunnale, ma si rende conto che si tratta di un ennesimo sogno. Si risveglia ricoverato dopo tre settimane e mezzo di coma. Julianna è morta mentre David è sfigurato, con una ricostruzione facciale mal riuscita e con terribili emicranie causate da alcune placche d'acciaio impiantategli per ricostruire parte del cranio. L'uomo si chiude in casa per mesi, fino a quando, una sera, decide di uscire in discoteca con Sofia e Brian; la serata tuttavia si rivela un disastro, così, una volta solo, si addormenta ubriaco su un marciapiede.
La mattina dopo, viene risvegliato da Sofia che lo accompagna a casa di lei. Da questo momento la vita di David sembra cambiare di nuovo, poiché i medici lo sottopongono a una tecnica innovativa per far cessare le emicranie e ricostruire, gradualmente, il volto com'era. David e Sofia decidono di restare insieme, ma la felicità non sembra durare a lungo. David infatti comincia ad avere allucinazioni, rivedendosi allo specchio di nuovo sfigurato, incontrando un uomo che afferma di poter controllare il mondo e, infine, un mattino si risveglia accanto a Julianna. Questo shock lo convince che la donna sia sopravvissuta all'incidente sostituendosi a Sofia. Dopo aver picchiato la donna, David viene arrestato e rilasciato su cauzione ma tutti, persino il suo amico Brian, tentano di convincerlo che in realtà ha dormito con Sofia, però sulle foto della polizia è Julianna a recare i segni delle percosse.
Nell'appartamento di Sofia, David nota che tutte le foto che la ritraevano ora hanno il volto di Julianna. Durante un amplesso con Sofia, David ha nuovamente la stessa allucinazione, ritrovandosi nuovamente con l'altra. David, furioso, la soffoca con un cuscino ma presto si rende conto di aver ucciso Sofia. David termina qui il suo racconto al dottor McCabe, il quale lo informa che avrebbe tentato di ottenere una condanna minore, riscontrando un'incapacità mentale temporanea. In quel momento il televisore dell'agente di custodia mostra la pubblicità di una compagnia chiamata Life Extension, lo stesso annuncio già visto in casa di Sofia, molto tempo prima, la notte prima del tentato suicidio di Julianna. L'azienda si occupa di criogenizzare il corpo umano dopo la morte, ossia mantenerlo a bassissime temperature, in attesa che la scienza in futuro sia in grado di riportarlo alla vita. David vi riconosce l'uomo della sua allucinazione, colui che gli aveva detto di poter controllare il mondo.
Scortato da McCabe e da un agente di polizia, David visita gli uffici della Life Extension, apprendendo che sono in grado di ibernare gli esseri umani e di riportarli in vita quando sarà possibile. Oltre a questo scoprirà che l'azienda ha la possibilità, durante l'ibernazione, di far vivere un "sogno lucido" agli ibernati, ovvero di fagli vivere la vita secondo i propri desideri, facendola continuare da un punto preciso scelto dal cliente. David fugge via dagli uffici per salire in ascensore sulla cima del grattacielo, accompagnato dal personaggio misterioso rivelatosi un "supporto tecnologico". A questo punto David, in base alla spiegazione datagli del supporto, capisce che tutto ciò che sta accadendo non è altro che un sogno tramutato in incubo, a causa di un imprevisto generato dal proprio subconscio, al quale i tecnici dell'azienda stavano comunque ponendo rimedio.
Sotto un cielo color vaniglia da lui stesso scelto, come il quadro di Monet, e al cospetto di una Sofia rediviva, ultimo desiderio del suo sogno lucido, David è posto davanti a una scelta: continuare a vivere il suo sogno, o risvegliarsi dall'ibernazione in una nuova vita reale a distanza di 150 anni dalla sua morte, avendo a disposizione la tecnologia in grado di curare finalmente il suo viso, ma di fronte all'ignoto. David opta per questa scelta, che prevederà anche una seconda morte. Saluta Sofia e si lancia nel vuoto. Qualche istante dopo riecheggia una voce e gli occhi di David si riaprono, probabilmente in una nuova vita, questa volta reale.

## Interpretazioni
Secondo lo stesso Cameron Crowe, ci sono cinque interpretazioni differenti del finale:
1. "Supporto tecnologico" sta dicendo la verità: sono trascorsi 150 anni da quando David si è suicidato e i successivi eventi sono un "sogno lucido".
2. L'intera storia è un sogno, cosa evidenziata da un adesivo sull'auto di David dove si legge "2/30/01" (il 30 febbraio non esiste nel calendario Gregoriano).
3. Gli eventi dopo l'incidente sono un sogno che David sta avendo mentre è in coma.
4. L'intera storia è la trama di un libro che Brian sta scrivendo.
5. L'intera storia dopo l'incidente è un'allucinazione causata dai sedativi che David è costretto ad assumere dopo l'intervento di plastica facciale.

## Produzione

### Cameo
Nel film, nella scena della festa di compleanno, appaiono in un cameo la campionessa olimpica di pattinaggio artistico su ghiaccio Tara Lipinski e il regista Steven Spielberg.

## Colonna sonora
La colonna sonora del film è stata oggetto di plauso della critica, venendo definita come "un capolavoro musicale" dal New York Times. Il brano originale Vanilla Sky di Paul McCartney, ha inoltre ottenuto una nomination all'Oscar 2002 come miglior canzone.

### Tracce
1. R.E.M. – All the Right Friends
2. Radiohead – Everything in Its Right Place
3. Paul McCartney – Vanilla Sky
4. Peter Gabriel – Solsbury Hill
5. Julianna Gianni – I Fall Apart
6. The Monkees – Porpoise Song (Theme from Head)
7. Looper (feat. Francis MacDonald) – Mondo '77
8. Red House Painters – Have You Forgotten
9. Josh Rouse – Directions
10. Leftfield (feat. Afrika Bambaataa) – Afrika Shox
11. Sigur Rós – The nothing song
12. Jeff Buckley – Last Goodbye
13. Todd Rundgren – Can We Still Be Friends
14. Bob Dylan – 4th Time Around
15. Nancy Wilson – Elevator Beat
16. R.E.M. – Sweetness Follows
17. The Chemical Brothers – Where Do I Begin
18. U2 – Wild Honey

## Riconoscimenti
- 2002 - Premio Oscar
  - Candidatura Miglior canzone (Vanilla Sky) a Paul McCartney
- 2002 - Golden Globe
  - Candidatura Migliore attrice non protagonista a Cameron Diaz
  - Candidatura Migliore canzone originale (Vanilla Sky) a Paul McCartney
- 2003 - Grammy Award
  - Candidatura Miglior canzone (Vanilla Sky) a Paul McCartney
- 2002 - ALMA Award
  - Candidatura Miglior attrice protagonista a Penélope Cruz
  - Candidatura Miglior attrice non protagonista a Cameron Diaz
- 2003 - Premio YoGa
  - Peggior remake a Cameron Crowe
- 2002 - Premio Bambi
  - Candidatura Miglior film straniero
- 2002 - Screen Actors Guild Award
  - Candidatura Migliore attrice non protagonista a Cameron Diaz
- 2002 - Dallas-Fort Worth Film Critics Association Award
  - Candidatura Miglior attrice non protagonista a Cameron Diaz
- 2002 - Golden Reel Award
  - Candidatura Miglior montaggio sonoro (Dialoghi & ADR)
  - Candidatura Miglior montaggio sonoro (Colonna sonora) a Carlton Kaller
- 2001 - Critics' Choice Award
  - Miglior canzone (Vanilla Sky) a Paul McCartney
  - Candidatura Migliore attrice non protagonista a Cameron Diaz
- 2001 - Chicago Film Critics Association Award
  - Migliore attrice non protagonista a Cameron Diaz
- 2001 - Razzie Awards
  - Candidatura Peggior attrice protagonista a Penélope Cruz
- 2002 - Satellite Award
  - Candidatura Miglior canzone originale (Vanilla Sky) a Paul McCartney
  - Candidatura Miglior canzone originale (I fall apart) a Nancy Wilson e Cameron Crowe
- 2002 - Saturn Award
  - Miglior attore protagonista a Tom Cruise
  - Candidatura Miglior film di fantascienza
  - Candidatura Migliore attrice non protagonista a Cameron Diaz
  - Candidatura Miglior colonna sonora a Nancy Wilson
  - Candidatura Miglior trucco a Michèle Burke e Camille Calvet
- 2001 - Boston Society of Film Critics Awards
  - Migliore attrice non protagonista a Cameron Diaz
- 2001 - Phoenix Film Critics Society Awards
  - Candidatura Miglior attrice non protagonista a Cameron Diaz
  - Candidatura Miglior canzone originale (Vanilla Sky) a Paul McCartney
- 2002 AFI Award
  - Candidatura Attrice dell'anno a Cameron Diaz
- 2001 - Golden Schmoes Awards
  - Miglior attrice non protagonista a Cameron Diaz
  - Candidatura Film dell'anno
  - Candidatura Film più sottovalutato dell'anno
  - Candidatura Film più scattante dell'anno
  - Candidatura Miglior colonna sonora a Nancy Wilson
  - Candidatura Trailer dell'anno
  - Candidatura Scena più memorabile (Il vuoto dal Times Square)
  - Candidatura Miglior frase (Ho inghiottito il tuo sperma! Non significa niente!)
- 2002 - Online Film & Television Association
  - Candidatura Miglior canzone originale (Vanilla Sky) a Paul McCartney
- 2001 - Stinkers Bad Movie Awards
  - Candidatura Peggior attrice a Penélope Cruz
  - Candidatura Peggior coppia a Penélope Cruz e Tom Cruise

## Citazioni e riferimenti
Nel corso del film alcune scene citano, o ripropongono, famose foto, immagini, video o quadri. Tra i più noti e facilmente riconoscibili vi sono:
- il film Sabrina di Billy Wilder con Audrey Hepburn;
- l'auto usata da Tom Cruise dopo la Ferrari 250 GTO del sogno, è una Ford Mustang GT 390 Fastback, identica a quella usata nel film Bullitt da Steve McQueen;
- la foto di copertina del disco The Freewheelin' Bob Dylan;
- un quadro di Joni Mitchell;
- il cielo di un quadro di Renoir (a cui è associato il titolo del film);
- la locandina ed un'immagine del film Jules e Jim di François Truffaut;
- accanto alla locandina di Jules e Jim, il film cita anche la locandina Fino all'ultimo respiro di Jean-Luc Godard, capolavoro della Nouvelle Vague;
- una scena del film Il buio oltre la siepe;
- un'immagine da un concerto degli Who;
- la copertina del disco The River di Bruce Springsteen;
- la copertina del disco Blind Faith (Winwood, Clapton, Grech, Baker);
- uno spezzone del videoclip di Björk Big Time Sensuality;
- una scena del mediometraggio "ballon Rouge" di Lamorisse;